# أنطون بيتشلر (لاعب كرة قدم)
أنطون بيتشلر (يدعى أيضا آندي بيتشلر، ولد في 4 أكتوبر 1955) مدافع كرة قدم متقاعد. خلال مسيرته الكروية، لعب بيتشلر مع شتورم غراتس لثلاثة عشر موسم قبل إنهاء مسيرته مع اس كيه ان سان بولتن. كما لعب 11 مباراة مع منتخب النمسا الوطني بما فيهم كأس العالم 1982 الذي أقيم في إسبانيا.

## وصلات خارجية
أنطون بيتشلر (لاعب كرة قدم) على موقع الاتحاد الدولي (مؤرشف)  (الإنجليزية)
- أنطون بيتشلر (لاعب كرة قدم) على موقع قاعدة بيانات كرة القدم.إي يو (الإنجليزية)
- أنطون بيتشلر (لاعب كرة قدم) على موقع ناشيونال فوتبول تيمز (الإنجليزية)
- أنطون بيتشلر (لاعب كرة قدم) على موقع عالم كرة القدم.نت (الإنجليزية)